# Pamekasan (Regierungsbezirk)
Pamekasan ist ein indonesischer Regierungsbezirk (Kabupaten) in der Provinz Jawa Timur, im Westen der Insel Java. Ende 2021 leben hier knapp 850.000 Menschen. Hauptstadt und Regierungssitz des Verwaltungsdistrikts ist Pamekasan bzw. der gleichnamige Distrikt. 

## Geografie
Der Regierungsbezirk liegt auf der Insel Madura, etwa 120 km östlich von Surabaya, der Provinzhauptstadt von Ost-Java (Java-Timur). Er erstreckt sich zwischen 6°51′ und 7°31′ südlicher Breite sowie zwischen 113°19′ und 113°58′ östlicher Länge. Die Regierungsbezirk Pamekasan ist der kleinste Bezirk der Insel Madura und liegt im östlichen Zentrum dieser. Er grenzt im Osten an den Regierungsbezirk Sumenep und im Westen an den Regierungsbezirk Sampang. Im Norden bilden die Javasee und im Süden die Straße von Madura eine natürliche Grenze.

### Verwaltungsgliederung
Administrativ gliedert sich Pamekasan in 13 Distrikte (Kecamatan). Diese werden in 189 Dörfer aufgespalten, davon elf städtischen Typs (Kelurahan). Des Weiteren existieren noch 1179 Dusun (Ortschaften) und 333 Rukun Warga (RW, Weiler)
| Code 1   | Kecamatan Distrikt | Ibu Kota Verwaltungssitz | Fläche (km²) | Einwohner Census 2010 2 | Volkszählung 2020 | Volkszählung 2020 | Volkszählung 2020 | Anzahl der | Anzahl der |
| Code 1   | Kecamatan Distrikt | Ibu Kota Verwaltungssitz | Fläche (km²) | Einwohner Census 2010 2 | Einwohner 3       | 0Dichte 40        | Sex Ratio 5       | Desa 6     | Kel. 7     |
| -------- | ------------------ | ------------------------ | ------------ | ----------------------- | ----------------- | ----------------- | ----------------- | ---------- | ---------- |
| 35.28.01 | Tlanakan           | Branta Tinggi            | 48,10        | 59.156                  | 64.122            | 1.333,1           | 97,3              | 17         | –          |
| 35.28.02 | Pademawu           | Bunder                   | 71,90        | 76.713                  | 84.803            | 1.179,5           | 96,6              | 20         | 2          |
| 35.28.03 | Galis              | Galis                    | 31,86        | 28.235                  | 29.770            | 934,4             | 94,3              | 10         | –          |
| 35.28.04 | Pamekasan          | Patemon                  | 26,47        | 89.103                  | 89.017            | 3.362,9           | 94,5              | 9          | 9          |
| 35.28.05 | Proppo             | Proppo                   | 71,49        | 75.079                  | 84.864            | 1.187,1           | 97,4              | 27         | –          |
| 35.28.06 | Palenggaan         | Palengaan Laok           | 88,48        | 85.246                  | 82.600            | 933,5             | 97,6              | 12         | –          |
| 35.28.07 | Pegantenan         | Pegantenan               | 86,04        | 63.014                  | 73.686            | 856,4             | 96,0              | 13         | –          |
| 35.28.08 | Larangan           | Larangan Luar            | 40,86        | 53.174                  | 56.553            | 1.384,1           | 92,9              | 14         | –          |
| 35.28.09 | Pakong             | Pakong                   | 30,71        | 34.429                  | 36.817            | 1.198,9           | 95,2              | 12         | –          |
| 35.28.10 | Waru               | Waru Barat               | 70,03        | 59.346                  | 64.394            | 919,5             | 96,4              | 12         | –          |
| 35.28.11 | Batumarmar         | Tamberu                  | 97,05        | 77.653                  | 79.519            | 819,4             | 100,0             | 13         | –          |
| 35.28.12 | Kadur              | Kadur                    | 52,43        | 44.622                  | 47.959            | 914,7             | 94,8              | 10         | –          |
| 35.28.13 | Pasean             | Tlontoraja               | 76,88        | 50.148                  | 55.953            | 727,8             | 95,4              | 9          | –          |
| 35.19    | Kab. Pamekasan000  | Pamekasan                | 792,30       | 795.918                 | 850.057           | 736,4             | 98,3              | 178        | 11         |

## Demographie
Ende 2021 lebten in Pamekasan 845.110 Menschen, davon 432.066 Frauen und 413.044 Männer. Die Bevölkerung besteht aus Maduresen, Javanern und chinesischen Indonesiern. Vorherrschende Religion ist der Islam (99,84 %). Christen sind mit 0,15 Prozent vertreten. Von der Gesamtbevölkerung sind 41,83 % ledig, 54,31 % verheiratet, 1,59 % geschieden und 7,90 verwitwet.